# Тримата философи
Тримата философи е картина от италианския ренесансов художник Джорджоне. Той я рисува по поръчка, като я завършва през 1509 г., една година преди смъртта си. Впоследствие тя е доработена от Себастиано Венециано. Името идва от описание, направено десетина години по-късно: „Платно с маслени бои, представящо природна картина и трима философа, двама прави и третият седнал, гледащи към светлината“. Едно копие, направено в началото на 17 век, показва, че форматът ѝ по-късно е бил променен, като балансът на композицията е нарушен.
Картината се съхранява във виенския музей за художествена история.

## Описание
Вдясно от центъра са разположени три фигури на мъже в различни възрасти и облечени според три различни култури. Първият отдясно е най-възрастният, с дълга брада, юдей или грък, носещ златисто жълта дреха. Държи пергел и ръкопис, на който личи астрономическа диаграма и трудночетим надпис. До него стои арабин на средна възраст с червена дреха. Най-младият, облечен със зелено, гледа на ляво, като държи пергел и екер. В лявата страна на картината е изрисувана скала или може би пещера. На заден план централно се вижда пейзаж със зеленина и недалечна постройка и по-нататък – хоризонт. Над него е изрисувано сияние, сякаш от залязващо слънце, при все че картината недвусмилено е осветена от противоположната страна, със съответно разположение на сенките.

## Тълкуване
Доколкото липсва съгласие както за изобразените персонажи, така и на представеното действие, общоприето разбиране на картината няма. Правени са опити нейното тълкуване да бъде обвързано с религиозната митология, но също и с исторически факти. Една традиционна интерпретация предполага темата за тримата влъхви, в някакъв ренесансов вариант. Друга по-общо вижда представители на трите монотеистични религии – юдаизъм, ислям, християнство.
Аугусто Джентили тълкува картината с астрологически символизъм, като изобразяваща обвързването на религиите с конюнкци на Юпитер и Сатурн. Подобна конфигурация е имало в 1504 г., когато е имало и слънчево затъмнение, което, предполагаемо, е знак за промяна. Така с оглед на настроенията в реформиращата се Европа се стига до предвещаване на Антихриста.
В една лаконична бележка от началото на 20 век английският критик Джордж Уилямсон, преповтаряйки казаното от Франц Викхоф, пише за картината: „тя представлява Евандър и сина му Палас, които показват на Еней бъдещия Рим“. Според други изследователи, фигурите са цар Хирам Първи, Соломон и Хирам Абиф, които обсъждат изграждането на Соломоновия храм.
Приемайки заглавието за значим елемент, е било предположено, че картината представя Платон и двама последователи пред пещера.
Според една по-нова интерпретация, предложена от Карин Зелени, представени са Питагор и двамата му учители, Ферекид и Талес. Ферекид от Сирос е бил смятан за сириец, а за Талес, като произхождащ от Близкия Изток, е оставала възможност да е юдей. Рентгенографски анализ показва, че старецът първоначално е бил нарисуван с корона, подходяща за Моисей или Соломон.
При все че е исторически обоснована, хипотезта на Зелени е била коригирана с предположения, че фигурите са на Леонардо да Винчи, Авероес и Питагор или на Питагор, Авероес и Аристарх Самоски.